# Sweet 7
Sweet 7 é o sétimo e último álbum de estúdio do girl group britânico Sugababes, lançado pela Island Records, em 15 de março de 2010. Ele marca a quarta e última formação do grupo, que durou até 2011. A produção para o álbum começou em abril de 2009 e foi concluída em janeiro de 2010. Sweet 7 é o único álbum sem a integrante fundadora Keisha Buchanan, que foi substituída pela ex-candidata do Eurovision Jade Ewen, em setembro de 2009. Como resultado da mudança na formação do grupo, Sweet 7 foi re-gravado para apresentar os vocais da nova integrante Ewen e para a remoção dos vocais da ex-integrante Buchanan. Como resultado, este se tornou o único álbum do grupo a não conter nem uma das integrantes fundadoras.
O álbum foi produzido pensando no mercado americano, onde o grupo assinou com a empresa de entretenimento do Jay-Z, Roc Nation, mas isso foi depois contestado pelo grupo, que afirmou que a Roc Nation, assinou com o grupo, para trabalhar como A&R, além de produzir o disco. O envolvimento dos produtores internos da Roc Nation, deu ao álbum um forte som eletro e dance-pop, devido ao trabalho com produtores e compositores dos EUA, principalmente Fernando Garibay, Stargate e The Smeezingtons. Apesar da produção de alto perfil, Sweet 7 foi recebido negativamente pelos críticos e recebeu uma nota 39 de 100, de acordo com avaliações feitas pelo Metacritic. As críticas negativas deram origem à falta de identidade na imagem do grupo, devido à saída de Buchanan, bem como a falta de um som e alma identificáveis do projeto.
Sweet 7 atingiu o número 14 no Reino Unido e o número 35 na Irlanda, tornando-se o segundo álbum de posição mais baixa nos gráficos, do grupo até a data, nesses países. Três singles top 10, foram lançados a partir do álbum, incluindo o single "Get Sexy", que alcançou o número dois no Reino Unido, enquanto "About a Girl" e "Wear My Kiss" alcançaram o número oito e sete, respectivamente. A promoção do álbum terminou após o lançamento do último single, para que o grupo pudesse começar a trabalhar em um novo álbum. Mas elas se separaram depois que eles lançaram o single "Freedom".

## Gravação e troca de integrantes
Antes da criação do álbum, as Sugababes assinaram um contrato de gravação nos EUA com a gravadora de Jay-Z a Roc Nation. O álbum foi gravado principalmente em Los Angeles e Nova York, mas como um produtor queria tanto, elas acabaram fazendo algumas gravações em Londres. O grupo trabalhou principalmente com RedOne, Ryan Tedder, Stargate, Fernando Garibay e a equipe de produção Smeezingtons (Phillip Lawrence e Bruno Mars). Uma das faixas do álbum, "No More You", foi escrita por Ne-Yo. Keisha Buchanan comparou a música com "Hate That I Love You" e "Take a Bow" de Rihanna. O grupo também recebeu colaborações de Sean Kingston. As Sugababes brincou que "Rihanna tem sido como a nossa quarta integrante, ela tem ouvindo todas as nossas músicas e dizendo o que ela gostou e o que ela não gostou". Buchanan disse ao Newsbeat da BBC Radio 1, que o álbum "definitivamente tem uma sensação britânica ao longo dele, não nos afastamos ou ficamos "americanizadas", com nossos fãs." Buchanan continuou:"Eu acho que nos deu novamente uma nova energia. Eu acho que a única coisa que queríamos fazer era voltar, com algo diferente". Ela também admitiu que as meninas se tornaram "complacentes" na época de Catfights and Spotlights, mas também disseram que estão muito orgulhosas desse álbum.
Após o lançamento do primeiro single do álbum "Get Sexy" e apenas dois meses antes do lançamento projetado para novembro de 2009, foi relatado pela mídia que Amelle Berrabah, estava prestes a abandonar o grupo. Buchanan, no entanto, negou qualquer problema dentro da banda e insistiu que Berrabah continuaria sendo uma das integrantes, pelo menos "naquele momento". Em 21 de setembro de 2009, foi anunciado que era Buchanan que estava deixado a banda,  embora ela tenha declarado através de sua conta no Twitter, que a decisão não partiu dela. Buchanan foi substituída logo em seguida por Jade Ewen, que imediatamente começou a regravar os vocais de Buchanan, em preparação para o lançamento do álbum.

## Canções
"Thank you for the Heartbreak" é uma música de electropop com uma influência electro dos anos 80. David Balls do Digital Spy, descreveu isso como um "número de electropop rápido", e notou seu potencial de "ter encaixado bastante bem", no quinto álbum de estúdio do Sugababes, Change (2007). Durante uma entrevista para o Digital Spy, a integrante do grupo, Amelle Berrabah, afirmou que "Thank you for the Heartbreak" está entre as faixas do álbum que os Sugababes se saíram melhor e depois o achou que a canção possui potencial para single do álbum. Havia um "mistério lírico" com a letra da música, "dançando sobreas lágrimas", na qual Heidi Range respondeu: "Se as pessoas quiserem cantar, quando a interpretemos, bem, não nos queixaremos". Nick Levine, da Digital Spy, escreveu que a música "exibe o exemplo do que é Sugababes", em comparação com as outras faixas "sem caráter" do álbum. David Balls do Digital Spy observou que a música sugere que as Sugababes "extraíram o máximo do benefício de suas gravações em LA no início deste ano", e elas "não se afastaram muito da sua zona de conforto". Balls também descreveu "Thank you for the Heartbreak", bem como o segundo single do álbum, "About a Girl", como uma faixa que é "nova" e "embalada com a atitude que sempre fez o grupo se destacar". Thomas H Green, do The Daily Telegraph, listou a música na categoria "Download this". Lauren Murphy do Entertainment Ireland descreveu isso como uma "graça salvadora" e "muito simpática" em comparação com as outras faixas "medíocres" do álbum.
"She's a Mess" é uma música de eletropop uptempo. Originalmente chamado "I'm a Mess", o grupo decidiu muda-la devido a preocupações de que as letras (como "E agora eles estão no bar bebendo...Garrafa, após garrafa, após garrafa, após garrafa,") No entanto, Range afirmou que "há algumas letras que são bastante insolentes, mas as pessoas não devem levá-las a sério". Durante uma entrevista para o Digital Spy, Berrabah descreveu de forma geral o som do Sweet 7, dizendo: "É um álbum bastante uptempo, com muitas sonoridades diferentes". Berrabah citou "She's a Mess" como um exemplo para isso, que ela disse que era "totalmente diferente de todo o resto". A Al Fox do British Broadcasting Corporation chamou a música, juntamente com o terceiro single do álbum Wear My Kiss", como um "brilho do brilho" e continuou dizendo que é salvo pela "atitude sem vergonha" de Berrabah. Christopher Lee, do The Scotsman, o nomeou uma das melhores faixas do álbum, embora admitiu que "não teria soado muito diferente de qualquer outra girl band". Nick Levine da Digital Spy escreveu que "irmandade" está sendo "descartada inteiramente" na faixa, que ele descreveu como "grosseiro e misógino". Celina Murphy da Hot Press, sugeriu que "ela é confusa", "pode realmente parecer muito pungente", se fosse gravada pela cantora barbadense Rihanna.

## Recepção da critica
| Críticas profissionais  | Críticas profissionais |
| Avaliações da crítica   | Avaliações da crítica  |
| Fonte                   | Avaliação              |
| ----------------------- | ---------------------- |
| AllMusic                | [ 27 ]                 |
| Daily Mirror            | [ 28 ]                 |
| The Daily Telegraph     | [ 29 ]                 |
| The Guardian            | [ 30 ]                 |
| The Independent         | [ 31 ]                 |
| London Evening Standard | [ 32 ]                 |
| NME                     | (4/10)                 |
| The Scotsman            | [ 34 ]                 |
| The Times               | [ 35 ]                 |
| Virgin Media            | [ 36 ]                 |

Sweet 7 foi mal recebido pelos críticos de música. O site Metacritic, atribuiu uma classificação normalizada de 100, atribuída à críticas dos principais críticos, deu ao álbum uma pontuação média de 39, com base em 6 avaliações, o que indica "revisões em sua maioria desfavoráveis". Jon O'Brien, da AllMusic, que concedeu ao álbum uma classificação de 2 de 5 estrelas, criticou-o como um "assunto sem graça, sem alma e repetitivo", admitindo que "revela que [Sugababes] agora estão irreconhecíveis, não só em termos pessoais, mas também em termos de som e imagem". Ele admitiu que, embora o álbum "nunca seja um gancho infeccioso ou uma produção amigável para o grupo", "indubitavelmente trai a sensibilidade experimental que os separa de seus contemporâneos". Gavin Martin do Daily Mirror concedeu ao Sweet 7, nota 2, de acordo com ele, as Sugababes são reveladas como uma "empresa toda empurrada", enquanto escrevia isso, embora as músicas "permitam que [Sugababes] jogue bocais no bar, elas roubam a cena com dança e os lançam em formas de vídeo", A falta de alma "arruína a empresa inteira para baixo". Thomas H Green, do The Daily Telegraph, deu ao álbum uma classificação de 3 de 5 estrelas, louvando-o como um "hi-NRG que tocará nas discotecas escolares, atoladas e alegres e em pistas de dança de boates LGBT".
Caroline Sullivan, do The Guardian, chamou o álbum de "decepcionante" e criticou a mudança de som da banda, afirmando que a maioria das faixas "estão [...] como o som robótico de Lady Gaga" o que "é errado para a banda em particular". Ela deu ao álbum 2 de 5 estrelas. Andy Gill, do The Independent, deu uma revisão particularmente desfavorável em que o álbum recebeu 1 de 5 estrelas. Ele criticou a falta de identidade do grupo, em particular a perda da integrante original Buchanan, escrevendo: "Que as Sugababes finalmente deixou de ser uma banda para ser uma marca". Ele prosseguiu dizendo que a "política de substituição de integrantes, corroeu o caráter do trio e sua identidade". Em relação à qualidade do álbum, Gill sentiu que o Sweet 7 continha principalmente "discípulos genéricos". Rick Pearson, da London Evening Standard, escreveu que Range, Berrabah e Ewen não conseguiam "conquistar uma identidade" para o álbum, dando-lhe 2 de 5 estrelas. Alex Denney, da NME, concedeu 4 de 10, escrevendo que Sweet 7, "nos deixa desejando, após os bons velhos tempos da banda" e que "o tempo era que poderíamos esperar mais do que uma consistência suave das Sugababes". Johnny Dee do Virgin Media, premiou Sweet 7 com 2 de 5 estrelas; Segundo ele, as Sugababes "perderam completamente o caráter e a personalidade vocal". Dan Cairns, do The Times, criticou as músicas do álbum e passou a escrever que as Sugababes em 2010, "são uma imitação pálida e de karaoke dos dias de glória da banda". Simon Price do The Independent, escreveu que o grupo "canta com uma pressão deprimente com um electro pop de qualidade baixa", enquanto reage negativamente à mudança de formação, dizendo:"Elas [Sugababes] podem chamar a si mesmas ou quem elas gostem, mas nunca vão preencher a ausência de Keisha, Mutya e Siobhan. A banda está acabada.

## Performance comercial
Sweet 7 estreou no número 14 no UK Albums Chart com vendas na primeira semana de 11.234 cópias. Tornou-se o álbum mais fracassado do Sugababes, nas paradas do país desde o seu álbum de estréia em 2000 One Touch. O álbum caiu 29 posições, para o número 43 na semana seguinte, vendendo 4,125 cópias, que foi a sua última aparição no gráfico. Na Irlanda, Sweet 7 atingiu o número 35 no Irish Albums Chart, tornando-se o álbum mais fracassado do grupo, nas paradas nesse país até à data. O álbum estreou no número 92 no Swiss Albums Chart, tornando-se seu álbum mais baixo na parada desse país, excluindo Catfights and Spotlights (2008), que não conseguiu boas posições. Sweet 7 estreou no número cinco, no Greek International Albums Chart, ficando no gráfico por duas semanas.

## Singles
- O primeiro single do álbum "Get Sexy" foi um sucesso, alcançando a posição #2 nas paradas do Reino Unido. Neste single, Keisha ainda estava no grupo, sendo assim o seu último single com o trio.

- O segundo single do álbum foi "About a Girl" e foi lançado em 9 de novembro e é o 1º single com a nova integrante Jade. Alcançou a posição #8 nas paradas do Reino Unido.

- O terceiro single do álbum é a canção "Wear My Kiss" e foi lançada em 21 de fevereiro de 2010. O videoclipe foi bem recebido pelos críticos e a canção debutou na posição #7 nas paradas do Reino Unido.

## Faixas
| Sweet 7 – Edição Padrão |                                             |                                                                                    |                   |         |  |
| N.º                     | Título                                      | Compositor(es)                                                                     | Produtor(es)      | Duração |  |
| 1.                      | "Get Sexy"                                  | Bruno Mars Philip Lawrence Ari Levine Richard Fairbrass Fred Fairbrass Rob Manzoli | The Smeezingtons  | 3:14    |  |
| 2.                      | "Wear My Kiss"                              | Fernando Garibay Mars, Lawrence Carlos Battey Steven Battey                        | Garibay           | 3:44    |  |
| 3.                      | "About a Girl"                              | Makeba Riddick Nadir Khayat                                                        | RedOne            | 3:28    |  |
| 4.                      | "Wait for You"                              | Garibay Bruno Mars Lawrence                                                        | Garibay           | 3:54    |  |
| 5.                      | "Thank You for the Heartbreak"              | Ryan Tedder Mikkel Eriksen Tor Erik Hermansen Claude Kelly                         | Stargate          | 3:40    |  |
| 6.                      | "Miss Everything" (featuring Sean Kingston) | Bruno Mars Lawrence Levine Brody Brown                                             | The Smeezingtons  | 3:39    |  |
| 7.                      | "She's a Mess"                              | Bruno Mars Lawrence Levine                                                         | The Smeezingtons  | 3:26    |  |
| 8.                      | "Give It to Me Now"                         | Crystal Nicole Syience                                                             | Syience           | 2:50    |  |
| 9.                      | "Crash & Burn"                              | Jonas Jeberg Marcus Bryant Nakisha Smith                                           | Jeberg            | 3:35    |  |
| 10.                     | "No More You"                               | Ne-Yo Eriksen Hermansen                                                            | Stargate          | 4:15    |  |
| 11.                     | "Sweet & Amazing (Make It the Best)"        | Rob Allen Eriksen Hermansen Martin Kleveland Bernt Stray                           | Stargate Martin K | 3:50    |  |
| 12.                     | "Little Miss Perfect"                       | Hermansen Eriksen Kelly                                                            | Stargate          | 3:53    |  |
| Duração total:          | Duração total:                              | Duração total:                                                                     | Duração total:    | 43:48   |  |

| Sweet 7 – Conteúdo bônus digital |                                                |         |  |
| N.º                              | Título                                         | Duração |  |
| 13.                              | "About a Girl" (The Sharp Boys Extended Remix) | 7:22    |  |
| 14.                              | "About a Girl" (vídeoclipe)                    | 4:23    |  |
| 15.                              | "Wear My Kiss" (vídeoclipe)                    | 3:13    |  |

## Desempenho nas paradas
| Chart (2010)                     | Maior posição |
| -------------------------------- | ------------- |
| Greek International Albums Chart | 5             |
| Irish Albums Chart               | 35            |
| Swiss Albums Chart               | 92            |
| UK Albums Chart                  | 14            |

## Créditos
- Listagem de trilhas e créditos retirados da Sweet 7 Liner Notes.[46]

| Gestão - Tim Blacksmith → empresário (Stargate, Martin K) - Danny D. → empresário (StarGate, Martin K) - Jay Brown → A&R | - Crown Music → empresário - Fabienne Leys → A&R - Tyran "Ty Ty" Smith → A&R |

Visual
- StudioBOWDEN → direção de arte

Vocais
| - Heidi Range → vocais e vocais de apoio - Amelle Berrabah → vocais e vocais de apoio - Jade Ewen → vocais e vocais de apoio - Sean Kingston → vocais convidados | - Philip Lawrence → vocais de apoio - Ari Levin → vocais de apoio - Bruno Mars → vocais de apoio - Carlos Battey & Steven Battey → vocais de apoio |

Produção
| - Marcus John Bryant → produção vocal, gravação - Daniel Davidsen → guitarra - Kevin "KD" Davis → mixagem - Richard Edgeler → assistente (de produção/mixagem) - Matt Foster – gravação - Fernando Garibay → produção, programação, arranjamento - Josh Houghkirk → assistente - Jonas Jeberg → produção, gravação - Crystal "Cristyle" Johnson → produção vocal - Martin "Martin K" Kleveland → produção, instrumentação - Philip Lawrence → produção vocal (em "About a Girl") - Ari Levine → mixagem, instrumentação, gravação - Damien Lewis → engenharia - Bruno Mars → músico - Mads Nilsson → mixagem - AJ Nunez → mixagem | - Robert Orton → mixagem - Carlos Oyanedel → engenharia - Derek Pacuk → gravação - Dave Pensado → mixagem - Reggie "Syience" Perry → produção - Nadir "RedOne" Khayat → engenharia, instrumentação, programação, edição - Makeba Riddick → produção vocal - Johnny Severin → engenharia, edição - Shaffer "Ne-Yo" Smith → co-produção - Tor Hermansen, Mikkel S. Erikson (Stargate) → produção, instrumentação - Mike Stevens → produção vocal - Bernt Rune Stray → composição, guitarra - Phil Tan → mixagem - Jeremy Wheatley → mixagem vocal |

## Histórico de lançamentos
| País        | Data                | Selo            | Código de catálogo |
| ----------- | ------------------- | --------------- | ------------------ |
| Polônia     | 5 de março de 2010  | Universal Music | 060252727295       |
| Suíça       | 5 de março de 2010  | Universal Music | 060252727295       |
| Áustria     | 5 de março de 2010  | Universal Music | 060252727295       |
| Austrália   | 12 de março de 2010 | Universal Music | 060252727295       |
| Holanda     | 12 de março de 2010 | Universal Music |                    |
| Irlanda     | 12 de março de 2010 | Island Records  |                    |
| Reino Unido | 15 de março de 2010 | Island Records  | 00602527272955     |
| Alemanha    | 16 de março de 2010 | Universal Music |                    |
| Canadá      | 23 de março de 2010 | Universal Music |                    |